# Ejército de Liberación de Kosovo
El Ejército de Liberación de Kosovo (en albanés: Ushtria Çlirimtare e Kosovës), más conocido por sus siglas UÇK, fue un grupo paramilitar — aunque hubo países que la consideraron como una organización terrorista — albano-kosovar que pretendía la independencia de Kosovo de Yugoslavia y, posteriormente, de Serbia en la década de 1990.
Las autoridades yugoslavas consideraban a la UÇK como un grupo terrorista. Asimismo, el ELK se encuentra en la lista de grupos terroristas de la Base de conocimiento del terrorismo elaborada por el Memorial Institute for the Prevention of Terrorism (MIPT) y del Consorcio Nacional para el estudio del terrorismo y respuestas al terrorismo del Departamento de Seguridad Nacional de los Estados Unidos.
La principal figura histórica del UÇK fue Hashim Thaçi, hoy dedicado a la política en el Partido Democrático de Kosovo (PDK), quien proclamó la independencia kosovar. Tras los atentados del 11-S, comenzaron a aparecer informaciones que vinculaban al UÇK con el grupo terrorista yihadista Al Qaeda.
En 2014, un informe de la Unión Europea acusó directamente a la organización de crímenes contra la humanidad cometidos tras la guerra.

## Historia
Un precursor clave del Ejército de Liberación de Kosovo fue el Movimiento Popular de Kosovo (LPK). Este grupo, que argumentó que la libertad de Kosovo sólo se podía ganar mediante la lucha armada, se remonta a 1982 y desempeñó un papel crucial en la creación del ELK en 1993. La recaudación de fondos comenzó en la década de 1980 en Suiza por los exiliados albaneses de la violencia de 1981 y los emigrados posteriores. E Los albanokosovares establecieron la Liga Democrática de Kosovo (LDK). Encabezado por Ibrahim Rugova, su objetivo era la independencia de Serbia, pero por medios pacíficos. Con este fin, el LDK estableció y desarrolló un "estado paralelo" con un enfoque particular en la educación y la atención médica.
El ELK dio a conocer su nombre públicamente por primera vez en 1995, y una primera aparición pública siguió en 1997, momento en el que su membresía era todavía de alrededor de 200.  Crítico del progreso realizado por Rugova, el ELK recibió impulsos de los Acuerdos de Dayton de 1995, que no concedieron nada a Kosovo y, por lo tanto, generaron un rechazo más generalizado a los métodos pacíficos del LDK, y del armamento saqueado que se derramó en Kosovo después de la rebelión albanesa de 1997. Durante 1997-1998, el Ejército de Liberación de Kosovo se adelantó al LDK de Rugova, un hecho claramente ilustrado por Hashim Thaçi del ELK al frente de los albanokosovares en las negociaciones de Rambouillet de la primavera de 1999, con Rugova como su adjunto.
En febrero de 1996, el ELK llevó a cabo una serie de ataques contra objetivos que incluyeron estaciones de policía, oficiales gubernamentales serbios y civiles serbios en Kosovo occidental. Las autoridades serbias lo denunciaron como una organización terrorista e incrementaron el número de fuerzas de seguridad en la región, lo que tuvo como efecto contraproducente de aumentar la credibilidad naciente del ELK entre la población albano-kosovar. Slobodan Milošević revocó la autonomía de Kosovo en 1989, devolviendo la región a su estado de 1945, expulsando a las personas de etnia albanesa de la burocracia kosovar y reprimiendo violentamente las protestas. n respuesta, los albanokosovares establecieron la Liga Democrática de Kosovo (LDK). Encabezado por Ibrahim Rugova, su objetivo era la independencia de Serbia, pero por medios pacíficos. Con este fin, la LDK estableció y desarrolló un "estado paralelo" con un enfoque particular en la educación y la atención médica.
Uno de los objetivos mencionados por los comandantes del ELK fue la formación de la Gran Albania, un concepto irredentista de tierras que muchos albaneses consideran que forman la patria nacional, que abarca Kosovo, Albania y la minoría étnica albanesa de los vecinos Macedonia del Norte y Montenegro.

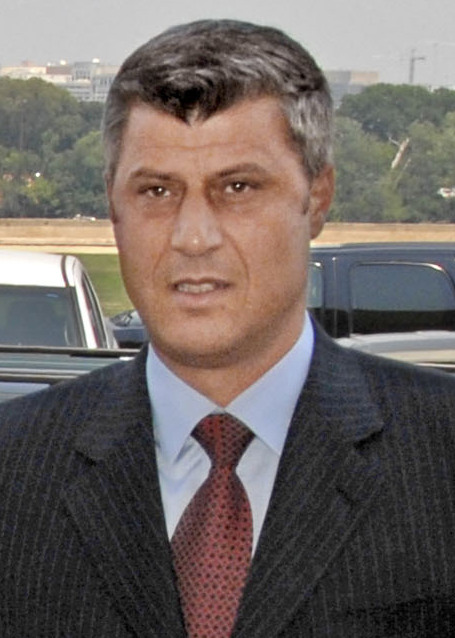
Hashim Thaçi, uno de los fundadores del UÇK, y posteriormente primer ministro de Kosovo.

Su campaña contra las fuerzas de seguridad serbias precipitó una importante ofensiva militar yugoslava que llevó a la Guerra de Kosovo de 1998 - 1999. La intervención militar de las fuerzas de seguridad yugoslavas y las milicias serbias en Kosovo llevó a un éxodo de la población albano-kosovar y a una crisis de refugiados que ocasionó la intervención militar de la OTAN para detener lo que fue ampliamente identificado (por los países miembros de la OTAN, organizaciones pro-derechos humanos, la Unión Europea y los medios occidentales) como una campaña en marcha de limpieza étnica. El conflicto llegó a su fin con un acuerdo negociado por el cual las Naciones Unidas tomaron el control provisional de la administración y del proceso político de Kosovo.

## Apoyo internacional

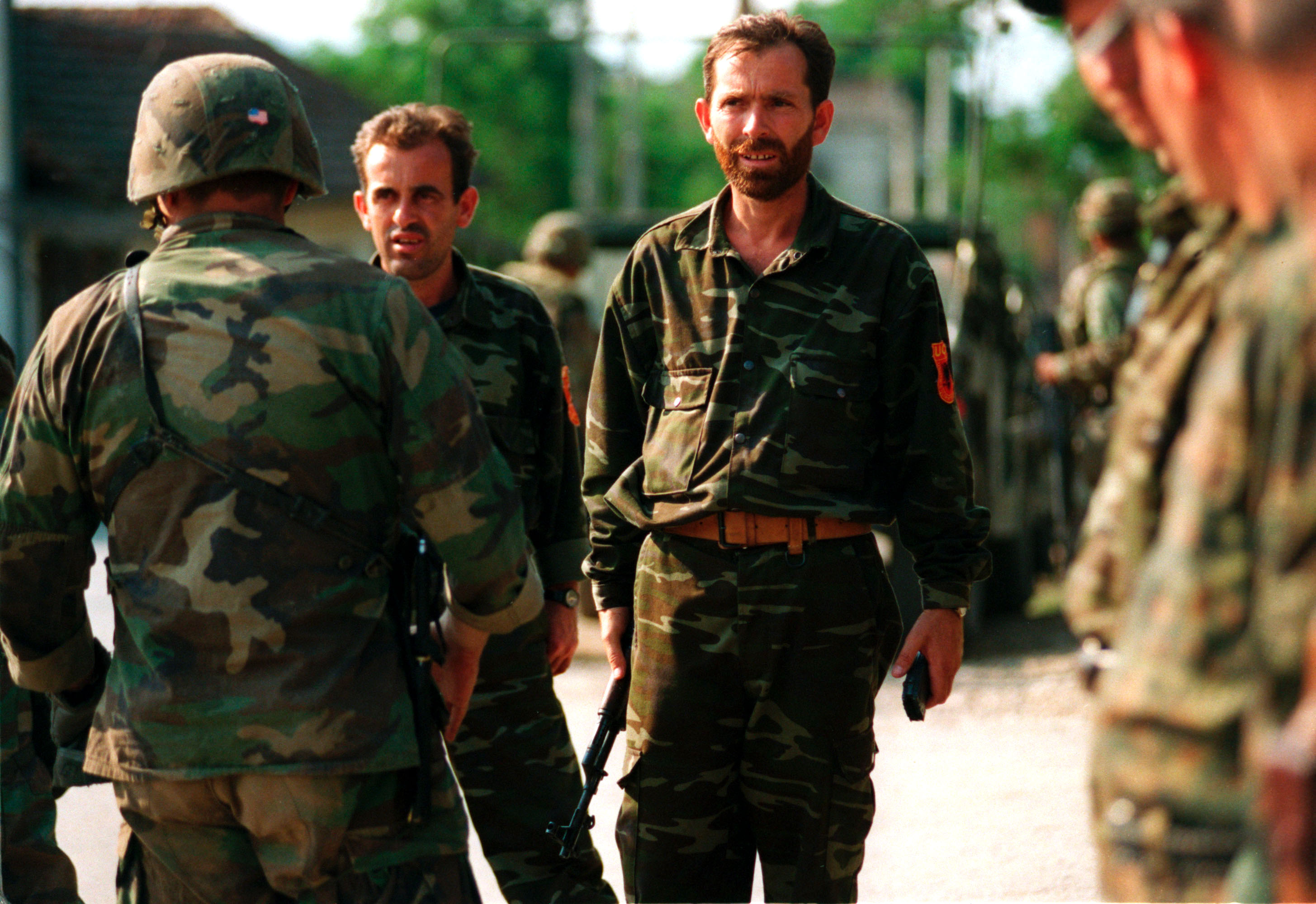
Miembros del UÇK entregan sus armas a los Marines.

En 1996, el semanario británico The European publicó un artículo de un experto francés que afirmaba que
los servicios de inteligencia civil y militar alemana habían estado involucrados en el entrenamiento y el equipamiento de los rebeldes con el propósito de cimentar la influencia alemana en el área de los Balcanes [...] El surgimiento del ELK en 1996 coincidió con el nombramiento de Hansjoerg Geiger como el nuevo director del Bundesnachrichtendienst (servicio secreto alemán). [...] Los hombres del Bundesnachrichtendienst estaban a cargo de seleccionar reclutas para la estructura de mando del ELK de 500.000 kosovares en Albania.
El exconsejero del parlamento alemán Matthias Küntzel intentó probar después que la diplomacia secreta alemana había sido instrumental en ayudar al ELK desde su creación.
James Bissett, que había sido embajador de Canadá en Yugoslavia, Bulgaria y Albania y que abandonó su trabajo diplomático para trabajar en una organización internacional en Moscú, ayudando al gobierno ruso a establecer una nueva agencia de inmigración, escribió que "ya en 1998, la CIA asistida por los servicios especiales británicos estaban armando y entrenando a miembros del Ejército de Liberación de Kosovo en Albania para fomentar una rebelión armada en Kosovo [...] La esperanza era que, con Kosovo en llamas, la OTAN podría intervenir." Según Tim Judah, los representantes del ELK ya se habían reunido con las agencias de inteligencia norteamericana, británica y suiza en 1996 y, posiblemente, "varios años antes". Asimismo, The Sunday Times publicó que "agentes de inteligencia estadounidenses han admitido que ayudaron a entrenar al Ejército de Liberación de Kosovo antes del bombardeo de la OTAN a Yugoslavia."
Esta actitud del gobierno de Washington recibió severas críticas, por prestar apoyo a un grupo conectado a las redes internacionales del terrorismo islamista.

## Financiación
Durante el conflicto kosovar, The Washington Times informó de la financiación de las actividades del UÇK a cargo de la mafia albanesa, gracias al tráfico de heroína y cocaína en Europa occidental. Incluso el Departamento de Estado de los Estados Unidos lo incluyó en su lista de organizaciones terroristas. Si bien su líder Hashim Thaçi fundó el Partido Democrático de Kosovo, el UÇK siguió utilizando la violencia y la intimidación de rivales políticos para mantener el control de la región. Esto se hizo a fin de proteger a empresas criminales que dependían de la cooperación amistosa de las autoridades locales. También la actividad de las mafias enviadas a España, destinadas al robo en urbanizaciones y residenciales de lujo, contribuyó a la financiación de la guerra contra Serbia.
El ELK recibió grandes fondos de la diáspora albanesa en Europa y Estados Unidos, pero también de empresarios albaneses en Kosovo. Se estima que esos fondos ascendieron a entre 75 y 100 millones de dólares y provinieron principalmente de la diáspora albanesa en Suiza, Estados Unidos y Alemania. El KLA recibió la mayoría de sus fondos a través del Homeland Calls Fund, pero también se transfirieron importantes fondos directamente a las zonas de guerra. Aparte de las contribuciones financieras, el KLA también recibió contribuciones en especie, especialmente de Estados Unidos y Suiza. Estos incluían armas, pero también uniformes militares, botas y otro equipo de apoyo.
El KLA recibió su financiación de múltiples formas descentralizadas. Aparte del Fondo de Llamadas a la Patria, que se destinó principalmente a las operaciones del ELK en la región de Drenica, el ELK también recibió donaciones a través de contactos personales de los comandantes con los albaneses de la diáspora. Los miembros de la diáspora solían enfatizar las dificultades por las que atravesaban los soldados del ELK para librar una batalla desigual. A menudo usaban historias de miembros del ELK o sobrevivientes civiles de masacres para convencer a otros de donar. Después de la recolección, el dinero se transfirió a su destino de diferentes maneras. El secreto del sistema bancario suizo permitió que parte de los fondos se transfirieran directamente a los lugares donde se compraría equipo militar. Desde Estados Unidos, la mayor parte del dinero fue transportado legalmente por personas en maletas, quienes informaron al FBI y otras autoridades federales que estaban enviando dinero al KLA. El ELK también recibió algunos fondos del Fondo del tres por ciento, que fue creado por las instituciones de la República de Kosova dirigidas por Bujar Bukoshi y también se recaudó de la diáspora albanesa.
En una audiencia ante el Subcomité Judicial de la Cámara de Representantes sobre Delincuencia, Terrorismo y Seguridad Nacional de los Estados Unidos, Ralf Mutschke de la Secretaría General de Interpol afirmó que la mitad de la financiación que había llegado al ELK, que calculó en 900 millones de marcos alemanes en total, podría proceden del narcotráfico. Mother Jones obtuvo un documento informativo del Congreso para el Congreso de los Estados Unidos, que decía: "Seríamos negligentes en desestimar las acusaciones de que entre el 30 a 50% del dinero del ELK proviene de las drogas". Además, el periodista Peter Klebnikov agregó que después de la En los bombardeos de la OTAN, los traficantes de heroína vinculados al ELK empezaron a utilizar de nuevo Kosovo como una importante ruta de suministro. Citando a la Policía Federal Alemana, dijo que en el 2000, se estima que el 80% del suministro de heroína de Europa estaba controlado por albanokosovares. Según los académicos Gary Dempsey y Roger Fontaine, en 1999, las agencias de inteligencia occidental estimaron que más de $ 250 millones de dólares en narcóticos habían encontrado su camino en las arcas de KLA. Aunque el académico Henry Perritt, quien estudió el KLA, afirma que "toda la evidencia disponible refuta la propuesta avanzada agresivamente por el régimen de Milosevic que el KLA se financió principalmente por el dinero de las drogas y la prostitución".

## Reclutamiento

### En Kosovo
El núcleo original de KLA a principios de la década de 1990 fue un grupo de comandantes de punto de punto que consiste en oficiales encargados y no comisionados que pertenecen a las unidades de reserva, regular y de defensa territorial del Ejército Yugoslavo (JNA). En 1996, el KLA consistió en solo unos pocos cientos de luchadores. Dentro del contexto de la lucha armada, en 1996 a 1997, un informe de la CIA señaló que la KLA podría movilizar a decenas de miles de partidarios en Kosovo dentro de un marco de dos a tres años. A finales de 1998, la KLA tenía 17.000 hombres. La religión no desempeñó un papel dentro del KLA y algunos de sus recaudadores y luchadores más comprometidos vinieron de la comunidad católica. Algunos de los miembros más altos de la KLA eran veteranos albaneses de SS Handzar.

### Voluntarios extranjeros
Los reclutas albaneses de la Macedonia del Norte vecina se unieron a KLA y sus números iban desde varias docenas hasta miles. Tras la guerra, algunos albaneses de Macedonia del Norte han sentido que su participación militar y asistencia a los compañeros de albaneses de Kosovan durante el conflicto no se ha reconocido adecuadamente en Kosovo. El ELK incluyó en sus filas a voluntarios extranjeros procedentes de Suecia, Bélgica, el Reino Unido, Alemania, los Estados Unidos y Francia. También participaron de 30 a 40 voluntarios de la Asociación Internacional de Voluntarios de las Fuerzas Croatas en el entrenamiento de las tropas del ELK. El ELK usualmente premiaba a sus voluntarios internacionales por sus servicios con un viaje a casa, como un gesto de agradecimiento.
Según el Ministerio de Asuntos Exteriores de Serbio, en septiembre de 1998, había 1000 mercenarios extranjeros de Albania, Arabia Saudita, Yemen, Afganistán, Bosnia y Herzegovina (Musulmanes) y Croacia. Citando un informe de 2003 por el gobierno serbio, los académicos Lyubov Mincheva y Ted Gurr afirman que la unidad Abu Bekir Sidik Mujahideen de 115 miembros operó en DRENICA en mayo-junio de 1998, y docenas de sus miembros eran saudíes y egipcios, según se informa de las organizaciones islamistas.Además, afirman que el grupo se disolvió más tarde, y no se estableció la presencia yihadista permanente. Durante el conflicto de Kosovo, Milošević y sus partidarios retrataron al KLA como una organización terrorista del Islam militante. La CIA aconsejó a la KLA que evitara participación e intromisión con extremistas musulmanes.
El KLA rechazó las ofertas de asistencia de los fundamentalistas musulmanes.  Hubo una comprensión dentro de las filas de la KLA que la asistencia extranjera de los fundamentalistas musulmanes limitaría el apoyo hacia la causa de los albaneses de Kosovo en Occidente.

## Repercusiones de la Guerra de Kosovo

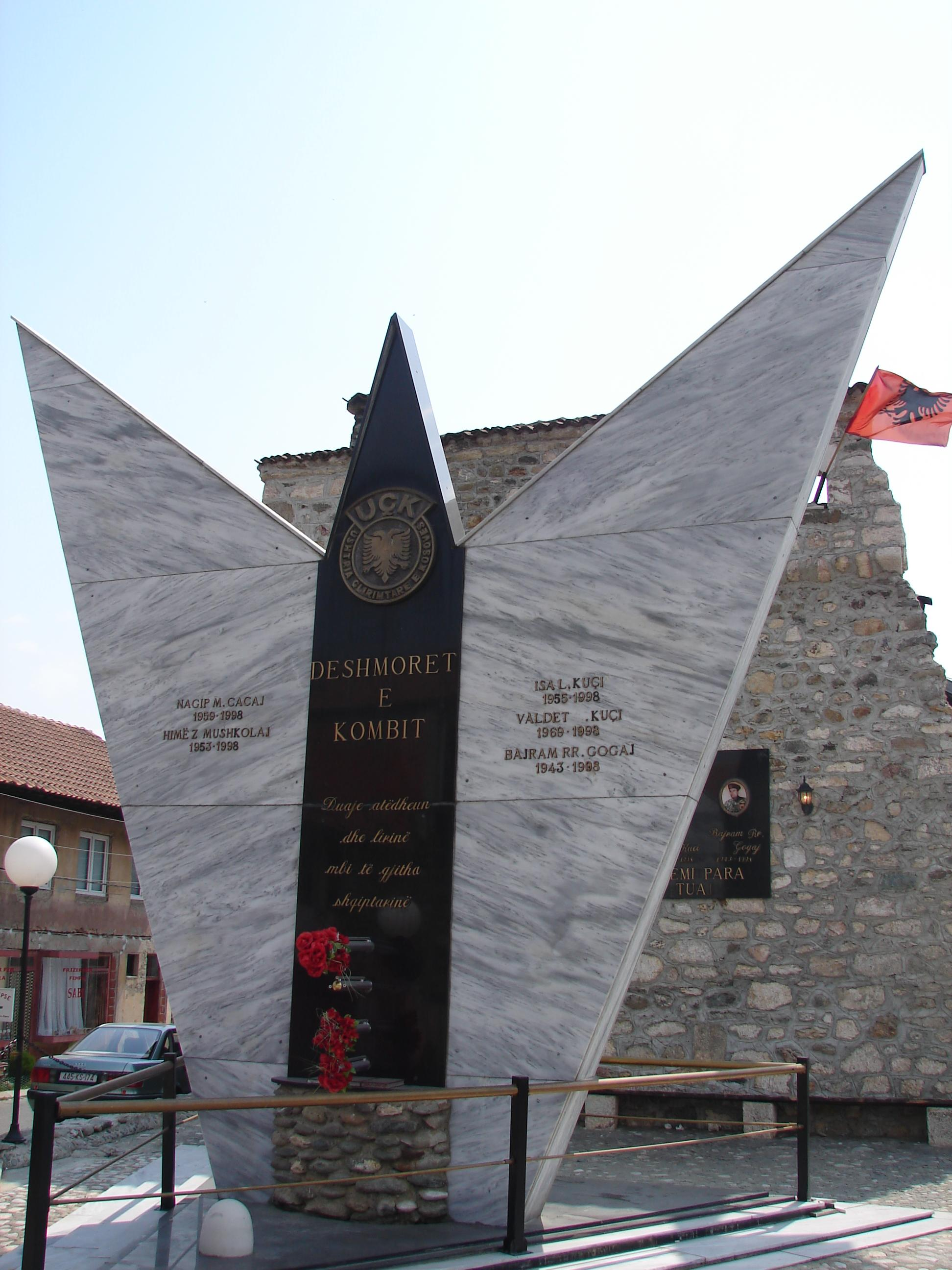
Monumento al UÇK en Đakovica.

Tras la guerra, la OTAN y las autoridades serbias firmaron un acuerdo de paz que colocaba a Kosovo bajo el protectorado de las Naciones Unidas. El ELK acordó desarmarse, aunque no firmó los tratados de paz. La OTAN logró convencer al ELK de desmilitarizarse y de participar en el proceso de paz, con la promesa de formar el Cuerpo de Protección de Kosovo (CPK o TMK en albanés), grupo que trabajaría junto con las fuerzas de la OTAN en el patrullaje de la provincia. El legado del ELK sigue siendo muy fuerte en el interior de Kosovo. Así, sus antiguos miembros desempeñan un importante rol en la política kosovar de posguerra: su antiguo jefe político Hashim Thaçi se convirtió en el líder del Partido Democrático de Kosovo, y en primer ministro de Kosovo desde enero de 2008; asimismo, el antiguo comandante militar del ELK, Agim Çeku, fue también primer ministro de Kosovo después de la guerra. Su nombramiento causó controversia en Serbia, pues Belgrado lo veía como un criminal de guerra, aunque nunca fue acusado por el Tribunal de La Haya.
Después de la guerra, el ELK se transformó en el Cuerpo de Protección de Kosovo, que trabajó junto a las fuerzas de la OTAN que patrullaban la provincia. En el año 2000 hubo disturbios en Kosovska Mitrovica, dejando un saldo de un oficial de policía y un médico yugoslavos muertos y tres oficiales y un médico heridos en febrero. En marzo, el gobierno de Serbia y Montenegro (RFY) se quejó de la escalada de violencia en la región, alegando que esto demostraba que el ELK todavía estaba activo. Entre abril y septiembre, la RFY emitió varios documentos al Consejo de Seguridad de la ONU sobre la violencia contra los serbios y otros no albaneses.
Numerosas personas de comunidades no albanesas, como los serbios y romaníes, huyeron de Kosovo, por temor a venganzas de personas armadas y refugiados que regresaban, y otras presionadas por el ELK y bandas armadas. La Cruz Roja Yugoslava calculó un total de 30 000 refugiados y desplazados internos (PDI) de Kosovo, la mayoría de los cuales eran serbios. El ACNUR estimó la cifra en 50 000 refugiados que habían huido a Montenegro y Serbia Central.
En el Kosovo de la posguerra, los combatientes del ELK han sido venerados por la sociedad albanokosovar con la publicación de literatura y biografías, la construcción de monumentos y actos conmemorativos al respecto. Los actos de Adem Jashari fueron celebrados y convertidos en leyenda por exmiembros del ELK y por la sociedad albanokosovar. Se le han dedicado varias canciones, obras literarias, monumentos, memoriales, y algunas calles y edificios llevan su nombre en todo Kosovo.
Ramush Haradinaj, un antiguo comandante del ELK, ejerció brevemente como primer ministro de Kosovo antes de entregarse voluntariamente al Tribunal Penal Internacional para la ex Yugoslavia (TPIY) en La Haya para enfrentar los cargos presentados contra él por crímenes de guerra y fue absuelto de todos los cargos por falta de pruebas. Nueve de los diez testigos que iban a declarar contra él murieron en diferentes circunstancias, y el otro retiró su testimonio tras sufrir un intento de asesinato.
Fatmir Limaj, uno de los antiguos comandantes del ELK, también fue procesado en La Haya y absuelto de todos los cargos en noviembre de 2005. Actualmente, es Ministro de Transporte y Telecomunicaciones de Kosovo.
Hajredin Bala, un exguardia de prisión del ELK, fue sentenciado el 30 de noviembre de 2005 a 13 años de cárcel por el maltrato de tres prisioneros de Llapushnik y debido a su rol personal en el "mantenimiento e imposición de las condiciones inhumanas" en el campo, ayudando en la tortura de uno de los prisioneros y participando en el asesinato de nueve prisioneros del campo que marchaban a las montañas de Berisha entre el 25 y 26 de julio de 1998. Bala apeló su sentencia y todavía está pendiente su resolución.

## Acusaciones de abusos

### Crímenes de guerra
Existen reportes de crímenes de guerra cometidos por el ELK tanto durante como después de la Guerra de Kosovo. Estos habrían estado dirigidos directamente contra serbios y otras minorías étnicas (principalmente gitanos) y contra los albaneses acusados de colaborar con las autoridades serbias. Según el informe de 2001 elaborado por Human Rights Watch (HRW):

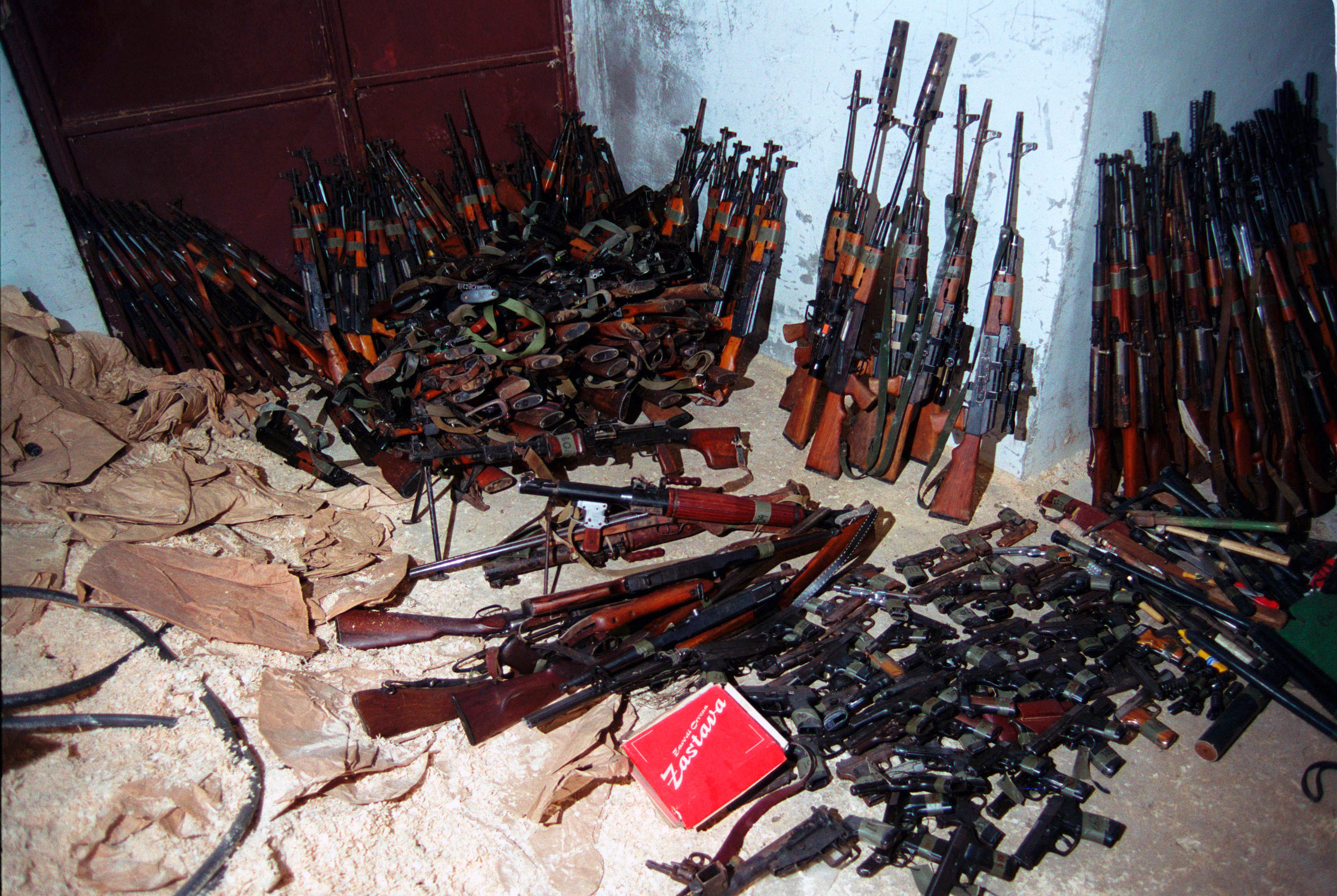
Arsenal confiscado al UÇK en 1999 por los Marines en Kosovo.

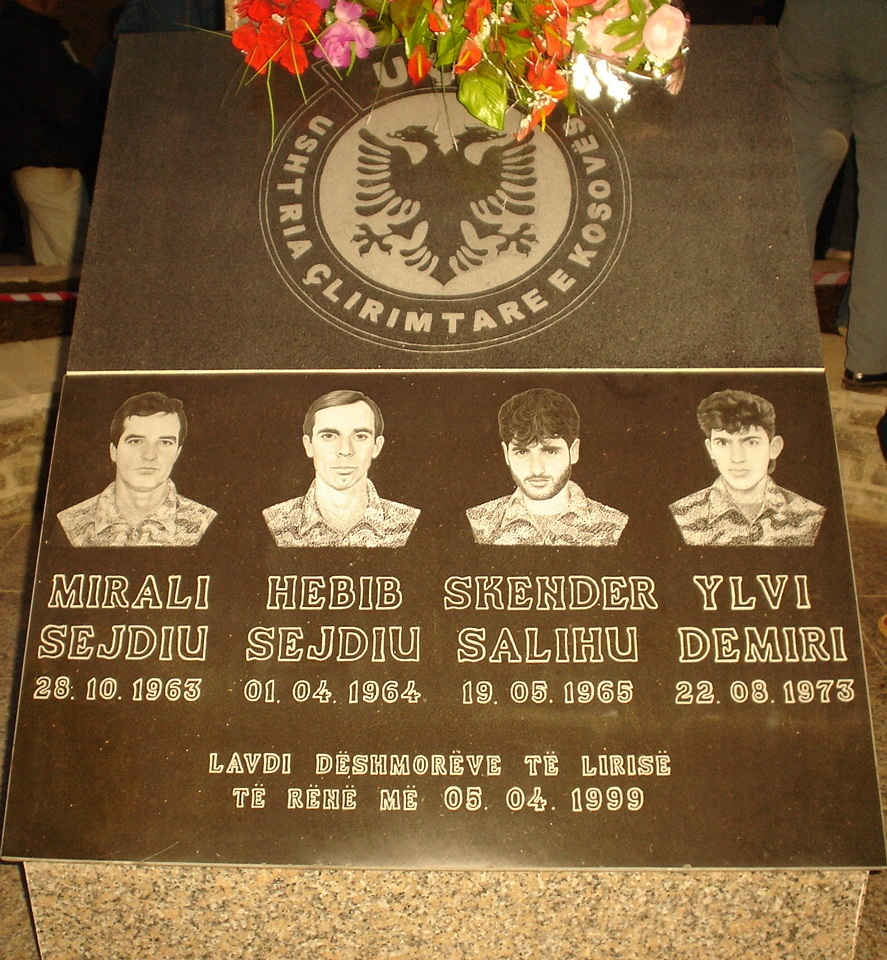
Memorial dedicado a unos mártires del UÇK en Smirë, Kosovo.

El ELK fue responsable de varios abusos [...] incluyendo secuestros y abusos de serbios y albaneses considerados colaboradores con el Estado.
Elementos del ELK son también responsables de ataques post-conflicto contra serbios, gitanos y otros no-albaneses, así como los rivales políticos albaneses [...] quema y saqueos extendidos y sistemáticos de hogares serbios, gitanos y de otras minorías y de la destrucción de iglesias ortodoxas y monasterios [...] combinados con el acoso e intimidación diseñados para forzar a las personas fuera de sus casas y comunidades [...] elementos del ELK son claramente responsables por muchos de estos crímenes.
El ELK emprendió ataques contra ciudadanos serbios en Kosovo, represalias contra albaneses que "colaboraron" con el gobierno serbio y bombardeó estaciones de policías y cafeterías conocidas por ser frecuentadas por oficiales serbios, matando a civiles inocentes en el proceso. La mayoría de estas actividades eran financiadas por medio del narcotráfico, aunque sus vínculos con grupos comunitarios y exiliados albaneses también contribuyeron.
El gobierno serbio informó que el ELK había asesinado y secuestrado a no menos de 3.276 civiles de varias etnias, incluyendo algunos albaneses. El enviado especial del gobierno de Bill Clinton a los Balcanes, Robert Gelbard, describió al ELK como "un grupo terrorista, sin ninguna duda".
El número exacto de víctimas del ELK es desconocido. Según un informe del gobierno serbio, del 1.º de enero de 1998 al 10 de junio de 1999, el ELK asesinó a 988 personas y secuestró a 287; en el período del 10 de junio de 1999 al 11 de noviembre de 2001, cuando la OTAN tomó el control de Kosovo, 847 fueron asesinados y 1.154 secuestrados. Estas cifras comprenden tanto a civiles como a miembros de las fuerzas de seguridad: de los asesinados en el primer período, 335 fueron civiles, 351 soldados, 230 policías y 72 no fueron identificados; por nacionalidad: 87 fueron civiles serbios, 230 albaneses y 18 de otras nacionalidades. Tras el retiro de las fuerzas de seguridad serbias y yugoslavas de Kosovo en junio de 1999, todas las muertes fueron de civiles, la vasta mayoría serbios. Según Human Rights Watch, "tantos como mil serbios y gitanos fueron asesinados o han desaparecido desde el 12 de junio de 1999.”

### Tráfico de órganos
Carla Del Ponte, fiscal-jefe del Tribunal Penal Internacional para la ex Yugoslavia, denunció en su libro The Hunt: Me and the War Criminals que existieron movimientos de tráfico de órganos en 1999 tras el fin de la Guerra de Kosovo. Estas acusaciones fueron negadas por autoridades kosovares y albanesas, mientras que el TPIY sostuvo que "no ha sido obtenida evidencia fiable que pruebe las acusaciones.
Estas acusaciones vinculaban al que se convertiría en primer ministro de Kosovo, el antiguo dirigente del UÇK, Hashim Thaçi. 
El asunto fue reabierto en diciembre de 2010, cuando la Comisión Europea presentó un informe, elaborado por Dick Marty, en el que se acusaba a Thaçi de haber sido el jefe de una organización mafiosa que perpetró asesinatos y traficó con droga y órganos de prisioneros, reafirmando las denuncias de Del Ponte.
Algunos miembros del ELK, como Adem Demaçi y Rexhep Qosjas están implicados en los crímenes cometidos después de la guerra y habrían contribuido, en su búsqueda en pos de la creación de una Gran Albania, a la desestabilización de los Estados vecinos de Kosovo: Macedonia del Norte o Montenegro.
Con el objetivo de juzgar los delitos cometidos por el ELK, en 2016 fue creado en La Haya el Tribunal Especial para Kosovo.

## Vinculación con Al Qaeda
Después de los atentados del 11-S (2001) la prensa internacional comenzó a hacerse eco de la vinculación existente (avalada por motivos religiosos) entre el UÇK y el grupo terrorista yihadista Al Qaeda, llegando a afirmar que Estados Unidos protegió a terroristas de Al Qaeda en Kosovo. Según estas informaciones el comandante de las fuerzas de élite del grupo terrorista kosovar era Muhammad al-Zawahiri, hermano del médico egipcio Ayman al-Zawahiri, el número dos de Osama bin Laden. Esta versión es mantenida por otros estudiosos del tema, que consideran a al-Zawahiri jefe operativo de Al-Qaeda en los Balcanes.
Según un estudio del Observatoire de l'action humanitaire, Muhammad al-Zawahiri desarrolló una importante red islamista de apoyo al UÇK, con la incorporación de activistas procedentes de países árabes. Michel Chossudovsky publicó en 2005 que tanto la inteligencia alemana y la CIA como Al Qaeda colaboraron en actos terroristas perpetrados en la ex Yugoslavia. Para Chossudovsky, la Alianza Atlántica apoyó a una organización terrorista que no luchaba por los derechos de los albaneses, sino todo lo contrario.